# ويلمر ماكلين
ويلمر ماكلين (بالإنجليزية: Wilmer McLean) هو فلاح أمريكي، ولد في 3 مايو 1814 في ماناساس في الولايات المتحدة، وتوفي في 5 يونيو 1882 في الإسكندرية في الولايات المتحدة.